# مدار ۲۷ درجه جنوبی
مدار ۲۷ درجه جنوبی، دایره‌ای از عرض جغرافیایی است که در ۲۷ درجهٔ جنوبی خط استوا  قرار دارد.

## گذر از مناطق
از نصف‌النهار مبدأ شروع می‌شود و به سمت مشرق ۲۷ درجه جنوبی از موارد زیر گذر می‌کند:
| مختصات‌ها                                             | کشور، قلمرو یا دریا | توضیحات                                                                                           |
| ---------------------------------------------------- | ------------------- | ------------------------------------------------------------------------------------------------- |
| ۲۷°۰′ جنوبی ۰°۰′ شرقی / ۲۷٫۰۰۰°جنوبی ۰٫۰۰۰°شرقی      | اقیانوس اطلس        |                                                                                                   |
| ۲۷°۰′ جنوبی ۱۵°۱۴′ شرقی / ۲۷٫۰۰۰°جنوبی ۱۵٫۲۳۳°شرقی   | نامیبیا             |                                                                                                   |
| ۲۷°۰′ جنوبی ۲۰°۰′ شرقی / ۲۷٫۰۰۰°جنوبی ۲۰٫۰۰۰°شرقی    | آفریقای جنوبی       | کیپ شمالی North West Free State امپومالانگا Free State Mpumalanga                                 |
| ۲۷°۰′ جنوبی ۳۰°۵۸′ شرقی / ۲۷٫۰۰۰°جنوبی ۳۰٫۹۶۷°شرقی   | اسواتینی            |                                                                                                   |
| ۲۷°۰′ جنوبی ۳۱°۵۹′ شرقی / ۲۷٫۰۰۰°جنوبی ۳۱٫۹۸۳°شرقی   | آفریقای جنوبی       |                                                                                                   |
| ۲۷°۰′ جنوبی ۳۲°۵۲′ شرقی / ۲۷٫۰۰۰°جنوبی ۳۲٫۸۶۷°شرقی   | اقیانوس هند         |                                                                                                   |
| ۲۷°۰′ جنوبی ۱۱۳°۴۹′ شرقی / ۲۷٫۰۰۰°جنوبی ۱۱۳٫۸۱۷°شرقی | استرالیا            | استرالیای غربی استرالیای جنوبی کوئینزلند - mainland and جزیره برایبی                              |
| ۲۷°۰′ جنوبی ۱۵۳°۱۰′ شرقی / ۲۷٫۰۰۰°جنوبی ۱۵۳٫۱۶۷°شرقی | اقیانوس آرام        | Passing just north of جزیره مورتون, کوئینزلند, استرالیا · Passing just north of جزیره ایستر, شیلی |
| ۲۷°۰′ جنوبی ۷۰°۴۷′ غربی / ۲۷٫۰۰۰°جنوبی ۷۰٫۷۸۳°غربی   | شیلی                |                                                                                                   |
| ۲۷°۰′ جنوبی ۶۸°۱۸′ غربی / ۲۷٫۰۰۰°جنوبی ۶۸٫۳۰۰°غربی   | آرژانتین            |                                                                                                   |
| ۲۷°۰′ جنوبی ۵۸°۳۰′ غربی / ۲۷٫۰۰۰°جنوبی ۵۸٫۵۰۰°غربی   | پاراگوئه            |                                                                                                   |
| ۲۷°۰′ جنوبی ۵۵°۲۵′ غربی / ۲۷٫۰۰۰°جنوبی ۵۵٫۴۱۷°غربی   | آرژانتین            |                                                                                                   |
| ۲۷°۰′ جنوبی ۵۳°۴۴′ غربی / ۲۷٫۰۰۰°جنوبی ۵۳٫۷۳۳°غربی   | برزیل               | سانتا کاتارینا                                                                                    |
| ۲۷°۰′ جنوبی ۴۸°۳۵′ غربی / ۲۷٫۰۰۰°جنوبی ۴۸٫۵۸۳°غربی   | اقیانوس اطلس        |                                                                                                   |